# Freden i Campo Formio
Traktaten i Campo Formio (eller Freden i Campo Formio) blev underskrevet den 18. oktober 1797 (27 Vendémiaire i år 6 efter den republikanske franske kalender) af Napoleon Bonaparte og grev Philipp von Cobenzl som repræsentant for Frankrig og Østrig. Traktaten markerede den sejrrige afslutning på Napoleons felttog i Italien, sammenbruddet af den første koalition og afslutningen på den første fase af Revolutionskrigene.

## Traktatens bestemmelser
Udover de sædvanlige betingelser om "varig og ukrænkelig fred" overdrog traktaten en række østrigske besiddelser til Frankrig. De afståede lande omfattede de Østrigske Nederlande (nu Belgien) og nogle øer i Middelhavet, herunder Korfu og andre venetianske øer i Adriaterhavet. Venedig og dets territorier blev delt mellem de to stater: Venedig, Istrien og Dalmatien blev overdraget til den østrigske kejser. Østrig anerkendte den Cisalpinske republik og den nydannede Liguriske republik, som var dannet af områder i Genoa, som uafhængige stater.
Traktaten indeholdt også hemmelige betingelser, som opdelte visse andre områder, gjorde Ligurien selvstændigt, og aftalte udvidelse af Frankrigs grænser op til floderne Rhinen, Nette og Roer. Frankrig fik garanteret fri sejlads på Rhinen, Meuse og Mosel. Den franske republik var dermed blev udvidet ind i Tyskland og Italien.
Traktaten blev udformet og underskrevet efter fem måneders forhandlinger. Det indeholdt grundlæggende det samme, som var blevet aftalt tidligere ved Freden i Leoben i april 1797, men forhandlingerne var blevet trukket i langdrag af begge parter af forskellige grunde. Mens forhandlingerne foregik, måtte franskmændene nedkæmpe et monarkistisk kup i september. Det blev brugt som anledning til at arrestere og deportere monarkistiske og moderate deputerede i direktoriet i Frankrig.
Napoleons levnedsbeskriver, Felix Markham, skrev at "delingen af Venedig var ikke blot en moralsk plet på fredsaftalen, men gav Østrig et fodfæste i Italien, som kun kunne føre til en ny krig." Rent faktisk var freden i Campo Formio, selv om den lavede om på Europakortet og gav Napoleon stor berømmelse, kun en udskydelse.
Som følge af traktaten blev Gilbert du Motier, marquis de Lafayette, en fange fra den franske revolution, løsladt fra østrigsk fangenskab.
Ved at overdrage venetianske besiddelser i Grækenland, såsom de Ioniske øer, til Frankrig fik freden i Campo Formio betydning for den senere græske historie, som ikke var planlagt eller forventet.
Placeringen af en lille fransk garnison i den tidligere venitiansk styrede by Preveza på grænsen til det Osmanniske rige viste sig uholdbar og fik katastrofale konsekvenser for de franske soldater og byens indbyggere.
Campo Formio, som nu kaldes Campoformido, er en landsby vest for Udine i det nordøstlige Italien, midtvejs mellem det østrigske hovedkvarter i Udine og Napoleons residens. Den franske hærfører boede i Villa Manin nær Codroipo i en ejendom, som tilhørte Ludovico Manin, den sidste doge i Venedig. Det var her, Napoleon underskrev traktaten.

## Eksterne kilder
- The Columbia Encyclopedia (2001) – Traktaten i Campo Formio Arkiveret 8. januar 2009 hos  Wayback Machine
- Traktaten i Campo Formio Arkiveret 6. august 2019 hos  Wayback Machine (uddrag på engelsk)
- Baggrunden for traktaten Arkiveret 15. februar 2010 hos  Wayback Machine
- Istrisk militær – Byen Rijeka og omstændighederne ved napoleonisk krigsførelse i årene 1796-1797 Arkiveret 21. juni 2010 hos  Wayback Machine